# Montricher VD
| VD ist das Kürzel für den Kanton Waadt in der Schweiz. Es wird verwendet, um Verwechslungen mit anderen Einträgen des Namens Montricher zu vermeiden. |

Montricher ist eine politische Gemeinde im Distrikt Morges des Kantons Waadt in der Schweiz. Der frühere deutsche Name Rogersberg wird heute nicht mehr verwendet.

## Geographie

Luftbild (1949)

Die Ortschaft Montricher liegt auf 752 m ü. M., 14 km nordwestlich der Bezirkshauptstadt Morges (Luftlinie). Das Haufendorf erstreckt sich an einem kleinen Hügel am Ostfuss des Mont Tendre, an aussichtsreicher Lage über der Ebene des westlichen Waadtländer Mittellandes.
Die Fläche des 25,9 km² grossen Gemeindegebiets umfasst einen Abschnitt des Jurafussplateaus und des Waadtländer Juras. Der kleinere östliche Gemeindeteil wird vom leicht nach Osten abfallenden Jurafussplateau eingenommen, das auf einer durchschnittlichen Höhe von rund 680 m ü. M. liegt. Die Ostgrenze bildet der Oberlauf des Veyron, zu dem von Montricher die Bäche L’Etremble, La Malagne und Le Morand fliessen. Nach Westen erstreckt sich das Gemeindeareal über den dicht bewaldeten Berghang, in welchen das meist trockene Tal Combe de la Verrière eingetieft ist, bis auf die vorderste Jurakette. Im Norden befindet sich die Höhe des Châtel (1432 m ü. M.), der gesamte Westteil wird von der Antiklinale des Mont Tendre eingenommen. Dieser Berggipfel, der mit 1679 m ü. M. den höchsten Punkt der Gemeinde und gleichzeitig den höchsten Punkt des Schweizer Juras bildet, liegt vollständig auf dem Gebiet von Montricher. Die Höhen des Juras sind gekennzeichnet durch Karrenfelder und Dolinen, und am Berghang liegen Höhlen, die von Speläologen erforscht werden; die bekannteste davon ist die Grotte à Chenuz. Der Berg weist oberhalb der Waldgrenze ausgedehnte Hochweiden mit den typischen mächtigen Fichten auf, die entweder einzeln oder in Gruppen stehen. Von der Gemeindefläche entfielen 1997 3 % auf Siedlungen, 58 % auf Wald und Gehölze, 38 % auf Landwirtschaft, und etwas weniger als 1 % war unproduktives Land.
Zu Montricher gehören die Ortsteile Grand Faubourg (730 m ü. M.) nordöstlich, Petit Faubourg (717 m ü. M.) südlich und Champet (740 m ü. M.) südwestlich des Dorfzentrums sowie zahlreiche Einzelhöfe, die weit verstreut auf den Jurahöhen liegen.
Die Nachbargemeinden von Montricher sind im Norden und Nordosten L’Isle, im Osten Mauraz, im Südosten Hautemorges, im Süden Mollens, im Südwesten Berolle, im Westen Le Chenit und im Nordwesten L’Abbaye.

## Bevölkerung
Mit 961 Einwohnern (Stand 31. Dezember 2023) gehört Montricher zu den kleineren Gemeinden des Kantons Waadt. Von den Bewohnern sind 92,2 % französischsprachig, 3,6 % deutschsprachig und 1,6 % englischsprachig (Stand 2000). Die Bevölkerungszahl von Montricher belief sich 1900 noch auf 727 Einwohner. Nachdem die Bevölkerung bis 1970 auf 499 Personen abgenommen hatte, ist seither eine deutliche Bevölkerungszunahme festzustellen.

## Wirtschaft
Montricher war bis in die zweite Hälfte des 20. Jahrhunderts ein vorwiegend durch die Landwirtschaft geprägtes Dorf. Noch heute haben der Ackerbau auf dem Jurafussplateau sowie die Viehzucht und Milchwirtschaft in den höheren Lagen eine wichtige Bedeutung in der Erwerbsstruktur der Bevölkerung. Die wichtigste Alp oberhalb von Montricher ist die Alpage du Mont Tendre, und etwas unterhalb davon liegen in grossen Rodungslichtungen die Alp von Mollens und das Maiensäss Pré Anselme.
Auch die Forstwirtschaft spielt eine wichtige Rolle. Ferner gibt es mehrere Kiesgruben. Weitere Arbeitsplätze sind im Kleingewerbe und im Dienstleistungssektor vorhanden. In den letzten Jahrzehnten hat sich das Dorf auch zu einer Wohngemeinde entwickelt. Viele Erwerbstätige sind deshalb Wegpendler, die hauptsächlich in den umliegenden grösseren Dörfern und in den Städten entlang des Genfersees arbeiten.
Montricher verfügt seit dem Ende der 1980er Jahre über ein Ferienzentrum. Es ist Standort eines Institutes für Behinderte. Auf dem Jurafussplateau nahe dem Veyron befindet sich der Flugplatz für das Westschweizer Segelflugzentrum von Montricher.

## Verkehr
Die Gemeinde liegt abseits grösserer Durchgangsstrassen an einer Verbindungsstrasse von L’Isle entlang dem Jurafuss nach Bière. Am 12. September 1896 wurde die Schmalspurbahnlinie von L’Isle nach Apples der Chemin de fer Bière–Apples–Morges in Betrieb genommen. Der Bahnhof Montricher befindet sich rund 1,5 km ausserhalb des Ortskerns. Für die Feinverteilung im öffentlichen Verkehr sorgte der Postautokurs, der von L’Isle via Montricher und Bière nach Gimel verkehrte, dieser wurde in den letzten Jahren mehrfach eingekürzt und an MBC übergeben so fährt dieser nur noch vom Bahnhof zur Fondation Michalski und unter der Woche einige Male weiter nach Bière.

## Geschichte
Die erste urkundliche Erwähnung des Ortes erfolgte 1049 unter dem Namen Mons Richarius. Später erschienen die Bezeichnungen Monte Richerii (1177), Monrichie (1412), und der heutige Ortsname ist seit 1301 überliefert. Ein Abkömmling der Herren von Grandson gründete 1049 auf dem Hügel oberhalb des heutigen Ortes eine Burg. Unterhalb dieser Burg entwickelte sich auf einer kleinen Geländeterrasse allmählich das Städtchen Montricher. Während die Burg seit dem 12. Jahrhundert als Lehen den Herren von La Sarraz (einem Seitenzweig der Herren von Grandson) unterstand, war das Städtchen Montricher ohne Lehensabhängigkeit und unterstand direkt dem Kaiser. Es besass ein für jene Zeit grosses Einflussgebiet, das bis nach Vufflens-le-Château reichte. 1293 kam das Städtchen an Ludwig von Savoyen, das Schloss blieb jedoch weiterhin unter der Herrschaft La Sarraz. Erst als die unterdessen an Cossonay gekommene Burg 1406 ebenfalls an Savoyen verkauft wurde, gehörten Montricher und die Festung wieder zur gleichen Herrschaft.
Mit der Eroberung der Waadt durch Bern im Jahr 1536 kam Montricher unter die Verwaltung der Vogtei Morges. Nach dem Zusammenbruch des Ancien Régime gehörte der Ort von 1798 bis 1803 während der Helvetik zum Kanton Léman, der bei der Inkraftsetzung der Mediationsverfassung im Kanton Waadt aufging. 1798 wurde Montricher dem Bezirk Cossonay zugeteilt.
Im Jahr 1770 fiel fast das ganze historische Städtchen einer Feuersbrunst zum Opfer. Die einzigen drei Häuser, die von dieser Brandkatastrophe nicht betroffen waren, brannten 1828 zusammen mit zahlreichen wiederaufgebauten Gebäuden nieder. Vom einstigen historischen Städtchen, das eine Ausdehnung von 180 × 130 m hatte, blieb damit nichts mehr übrig. Die Steine der ehemaligen Stadtmauer und der ehemaligen Burg wurden nach 1828 für den Wiederaufbau des Dorfes verwendet.

## Sehenswürdigkeiten
Montricher hat heute den Charakter eines Bauerndorfes. Die reformierte Pfarrkirche hatte vor den Bränden als Burgkapelle gedient. Der Glockenturm mit einer Spitzhaube gehörte früher zur Burgbefestigung. Im Ortskern zeigen die Bauern- und Bürgerhäuser das einheitliche Bild einer ländlichen Siedlung aus der ersten Hälfte des 19. Jahrhunderts. Von der einstigen Burg sind nur wenige Ruinenreste erhalten.
Etwas ausserhalb des Dorfes befindet sich in einem architektonisch expressivem Gebäude die Jan Michalski Foundation, welche sich der Förderung von Schriftstellern und Literatur verschrieben hat.